# Giuseppe Ascareggi
Giuseppe Ascareggi (Uzzano, 30 de enero de 1960) es un expiloto de motociclismo italiano, que compitió en el Campeonato del Mundo de Motociclismo entre 1980 y 1989.

## Biografía
Ascareggi inicia su carrera al Mundial en la temporada 1980, cuando con una Minarelli alcanzó el séptimo puesto en el GP de las Naciones en la categoría de 50cc, inmediatamente obteniendo un punto final en la primera carrera. Solo los 4 puntos obtenidos en la carrera en Italia, le permiten finalizar en el puesto 15 en el ranking de pilotos.
En 1981, con el apoyo del team Italia, consiguió la victoria a bordo de una Minarelli la primera edición del campeonato Europeo de 50cc, ganando dos de las tres carreras del calendario, realizando 42 puntos. Gracias a la victoria obtenida en el ámbito continental, hecho por el cual el CONI le otorgó la Medalla de Plata al Valro deportivo. En 1981, concluye octavo en la clasificación general con 28 puntos, entrando por primera vez el podio en el GP de Checoslovaquia.
En 1982, participa solo en algunas carreras, alternando la categoría de 50 con la de 125. No obtiene puntos en 125, mientras que en 50 acaba quinto con 38 puntos, lo que supone su mejor clasificación en el Mundial.
Continua participando alternativamente en 50 y 125 en 1983 y ya en 1984 solo corre en 125, cosa que haría hasta 1986. En 1987 volvería a la categoría de 80cc (la categoría de menor cilindrada) y en 1988 acabaría noveno en la clasificación general con 46 puntos. Se retiraría del Mundial en 1989.
Su última victoria de Ascareggi, sería la victoria en el Campeonato Italiano de Velocidad de 1988 en la categoría de 80 cc.

## Resultados en el Campeonato del Mundo
Sistema de puntuación desde 1969 hasta 1987:
| Posición | 1.º | 2.º | 3.º | 4.º | 5.º | 6.º | 7.º | 8.º | 9.º | 10.º |
| Puntos   | 15  | 12  | 10  | 8   | 6   | 5   | 4   | 3   | 2   | 1    |

Sistema de puntuación desde 1988 hasta 1991:
| Posición | 1.º | 2.º | 3.º | 4.º | 5.º | 6.º | 7.º | 8.º | 9.º | 10.º | 11.º | 12.º | 13.º | 14.º | 15.º |
| Puntos   | 20  | 17  | 15  | 13  | 11  | 10  | 9   | 8   | 7   | 6    | 5    | 4    | 3    | 2    | 1    |

### Carreras por año
(Carreras en negrita indica pole position, carreras en cursiva indica vuelta rápida)
| Año  | Clase | Moto                | 1       | 2       | 3       | 4       | 5       | 6       | 7       | 8       | 9       | 10      | 11      | 12      | 13     | 14    | Pts. | Pos. |
| ---- | ----- | ------------------- | ------- | ------- | ------- | ------- | ------- | ------- | ------- | ------- | ------- | ------- | ------- | ------- | ------ | ----- | ---- | ---- |
| 1980 | 50cc  | Minarelli           | NAC 7   | ESP -   |         | YUG 17  | NED -   | BEL -   |         |         |         | ALE -   |         |         |        |       | 4    | 15.º |
| 1981 | 50cc  | Minarelli           |         |         | ALE -   | NAC 4   |         | ESP -   | YUG -   | NED -   | BEL -   | RSM 4   |         |         |        | CHE 2 | 28   | 8.º  |
| 1982 | 50cc  | Minarelli           |         |         |         | ESP 5   | NAC 4   | NED 4   |         | YUG 5   |         |         |         | SMR 3   | GER 11 |       | 38   | 5.º  |
| 1982 | 125cc | MBA                 | ARG -   | AUT -   | FRA -   | ESP 19  | NAC -   | NED Ret | BEL -   | YUG Ret | GBR -   | SUE -   | FIN -   | CHE -   |        |       | 0    | -    |
| 1983 | 50cc  | Minarelli           |         | FRA -   | NAC -   | ALE -   | ESP -   |         | YUG Ret | NED -   |         |         |         | RSM 7   |        |       | 4    | 19.º |
| 1983 | 125cc | MBA                 |         | FRA 8   | NAC Ret | ALE 28  | ESP 12  | AUT 24  | YUG Ret | NED -   | BEL -   | GBR -   | SUE -   | RSM Ret |        |       | 3    | 23.º |
| 1984 | 125cc | MBA                 |         | NAC 14  | ESP 7   |         | ALE 7   | FRA Ret |         | NED -   |         | GBR 20  | SUE Ret | RSM 17  |        |       | 8    | 12.º |
| 1985 | 125cc | MBA                 |         | ESP 11  | GER Ret | NAT Ret | AUT Ret |         | NED Ret | BEL Ret | FRA 8   | GBR Ret | SWE 8   | RSM Ret |        |       | 6    | 15.º |
| 1986 | 125cc | Seel, Elit y MBA    | ESP Ret | NAT Ret | GER Ret | AUT Ret |         | NED DNQ | BEL DNQ | FRA -   | GBR Ret | SWE DNQ | RSM Ret | BWU DNQ |        |       | 0    | -    |
| 1987 | 80cc  | BBFT                |         | SPA -   | GER -   | NAT 11  |         | AUT -   | YUG -   | NED -   |         | GBR -   |         | CZE -   | RSM 6  | POR - | 5    | 18.º |
| 1988 | 80cc  | BBFT                |         |         | ESP Ret | EXP 6   | NAT 8   | GER 5   |         | NED 10  |         | YUG Ret |         |         |        | CZE 5 | 46   | 9.º  |
| 1989 | 80cc  | BBFT                |         |         |         | SPA -   | NAT 7   | GER -   |         | YUG -   | NED -   |         |         |         |        | CZE - | 9    | 21.º |
| 1989 | 125cc | Sezzi-Rotax y Honda | JPN -   | AUS -   |         | SPA -   | NAT DNQ | GER -   | AUT -   |         | NED -   | BEL -   | FRA -   | GBR -   | SWE -  | CZE - | 0    | -    |